# Peak time
Il peak time è un termine inglese che, nel gergo televisivo e radiofonico, indica le fasce orarie di massimo ascolto. Si può tradurre come l'ora di punta o anche come il tempo migliore.
I peak time dei palinsesti delle reti generaliste sono generalmente due: il maggiore è la classica prima serata o prime time, il secondo è la fascia del primo pomeriggio (12.00 - 14.00).